# EFL Cup 2018/19
Der EFL Cup 2018/19 (alternativ nach dem Sponsoren Carabao Cup) war die 59. Austragung des Turniers. Alle 92 Vereine der vier oberen englischen Ligen 2018/19 nahmen am Wettbewerb teil.
Der Wettbewerb begann am 14. August 2018 mit der ersten Runde.

## Modus
Im Gegensatz zum Vorjahr gab die English Football League einige Änderungen bekannt. So wurde die Verlängerung abgeschafft, bei einem Gleichstand nach der regulären Spiel- inklusive Nachspielzeit wurde die Partie im Elfmeterschießen entschieden, ausgenommen war das Endspiel. Darüber hinaus wurden die Gruppen (Northern/Southern Section) abgeschafft, jedoch wurde weiterhin auf eine regionale Nähe der jeweiligen Kontrahenten geachtet. Auch wurde erstmals im Pokal der Videoassistent zum Einsatz kommen, jedoch nur, wenn in einem Stadion eines Teilnehmers aus der Premier League gespielt wird.

## Erste Runde
Die Auslosung für die erste Runde fand in diesem Jahr in Vietnam statt.
An der ersten Runde nahmen 70 Vereine teil. 13 Vereine der Premier League 2018/19 stiegen zusammen mit den Championship-Klubs Stoke City und Swansea City in der zweiten Runde in den Wettbewerb ein. Erst in der dritten Runde kommen wegen ihrer internationalen Beteiligungen der FC Arsenal, der FC Burnley, der FC Chelsea, der FC Liverpool, Manchester City, Manchester United und Tottenham Hotspur hinzu.
Ausgetragen wurden die Begegnungen zwischen dem 14. und 16. August 2018.
| Datum                       |                           | Ergebnis         |                           |
| --------------------------- | ------------------------- | ---------------- | ------------------------- |
| 14. August 2018, 19:30 WESZ | Nottingham Forest (II)    | 1:1 (10:9 i. E.) | FC Bury (IV)              |
| 14. August 2018, 19:45 WESZ | FC Blackpool (III)        | 3:1              | FC Barnsley (III)         |
| 14. August 2018, 19:45 WESZ | Bristol City (II)         | 0:1              | Plymouth Argyle (III)     |
| 14. August 2018, 19:45 WESZ | Bristol Rovers (III)      | 2:1              | Crawley Town (IV)         |
| 14. August 2018, 19:45 WESZ | Cambridge United (IV)     | 1:4              | AFC Newport County (IV)   |
| 14. August 2018, 19:45 WESZ | Carlisle United (IV)      | 1:5              | Blackburn Rovers (II)     |
| 14. August 2018, 19:45 WESZ | Cheltenham Town (IV)      | 2:2 (6:5 i. E.)  | Colchester United (IV)    |
| 14. August 2018, 19:45 WESZ | Crewe Alexandra (IV)      | 1:1 (3:4 i. E.)  | Fleetwood Town (III)      |
| 14. August 2018, 19:45 WESZ | Exeter City (IV)          | 1:1 (4:2 i. E.)  | Ipswich Town (II)         |
| 14. August 2018, 19:45 WESZ | Grimsby Town (IV)         | 0:2              | AFC Rochdale (III)        |
| 14. August 2018, 19:45 WESZ | Leeds United (II)         | 2:1              | Bolton Wanderers (II)     |
| 14. August 2018, 19:45 WESZ | Macclesfield Town (IV)    | 1:1 (4:2 i. E.)  | Bradford City (III)       |
| 14. August 2018, 19:45 WESZ | Mansfield Town (IV)       | 6:1              | Accrington Stanley (III)  |
| 14. August 2018, 19:45 WESZ | FC Middlesbrough (II)     | 3:3 (4:3 i. E.)  | Notts County (IV)         |
| 14. August 2018, 19:45 WESZ | FC Millwall (II)          | 0:0 (3:1 i. E.)  | FC Gillingham (III)       |
| 14. August 2018, 19:45 WESZ | Milton Keynes Dons (IV)   | 3:0              | Charlton Athletic (III)   |
| 14. August 2018, 19:45 WESZ | Norwich City (II)         | 3:1              | FC Stevenage (IV)         |
| 14. August 2018, 19:45 WESZ | Oldham Athletic (IV)      | 0:2              | Derby County (II)         |
| 14. August 2018, 19:45 WESZ | Oxford United (III)       | 2:0              | Coventry City (III)       |
| 14. August 2018, 19:45 WESZ | Port Vale (IV)            | 0:4              | Lincoln City (IV)         |
| 14. August 2018, 19:45 WESZ | FC Portsmouth (III)       | 1:2              | AFC Wimbledon (III)       |
| 14. August 2018, 19:45 WESZ | Preston North End (II)    | 3:1              | FC Morecambe (IV)         |
| 14. August 2018, 19:45 WESZ | Queens Park Rangers (II)  | 2:0              | Peterborough United (III) |
| 14. August 2018, 19:45 WESZ | Rotherham United (II)     | 3:1              | Wigan Athletic (II)       |
| 14. August 2018, 19:45 WESZ | Scunthorpe United (III)   | 1:2              | Doncaster Rovers (III)    |
| 14. August 2018, 19:45 WESZ | Sheffield United (II)     | 1:1 (4:5 i. E.)  | Hull City (II)            |
| 14. August 2018, 19:45 WESZ | Shrewsbury Town (III)     | 1:2              | Burton Albion (III)       |
| 14. August 2018, 19:45 WESZ | Southend United (III)     | 2:4              | FC Brentford (II)         |
| 14. August 2018, 19:45 WESZ | Swindon Town (IV)         | 0:1              | Forest Green Rovers (IV)  |
| 14. August 2018, 19:45 WESZ | Tranmere Rovers (IV)      | 1:3              | FC Walsall (III)          |
| 14. August 2018, 19:45 WESZ | Wycombe Wanderers (III)   | 1:1 (7:6 i. E.)  | Northampton Town (IV)     |
| 14. August 2018, 19:45 WESZ | Yeovil Town (IV)          | 0:1              | Aston Villa (II)          |
| 14. August 2018, 20:00 WESZ | FC Reading (II)           | 2:0              | Birmingham City (II)      |
| 14. August 2018, 20:00 WESZ | West Bromwich Albion (II) | 1:0              | Luton Town (III)          |
| 16. August 2018, 19:45 WESZ | AFC Sunderland (III)      | 0:2              | Sheffield Wednesday (II)  |

## Zweite Runde
In der zweiten Runde stiegen die 13 Premier-League-Vereine ein, die sich in der letzten Saison nicht für einen europäischen Wettbewerb qualifiziert hatten, sowie Stoke City und Swansea City aus der English Football League. Die Auslosung fand am 17. August 2018 statt. Ausgetragen wurden die Begegnungen am 28. August 2018.
| Datum                       |                            | Ergebnis        |                             |
| --------------------------- | -------------------------- | --------------- | --------------------------- |
| 28. August 2018, 19:45 WESZ | Blackburn Rovers (II)      | 4:1             | Lincoln City (IV)           |
| 28. August 2018, 19:45 WESZ | AFC Bournemouth (I)        | 3:0             | Milton Keynes Dons (IV)     |
| 28. August 2018, 19:45 WESZ | FC Brentford (II)          | 1:0             | Cheltenham Town (IV)        |
| 28. August 2018, 19:45 WESZ | Brighton & Hove Albion (I) | 0:1             | FC Southampton (I)          |
| 28. August 2018, 19:45 WESZ | Burton Albion (III)        | 1:0             | Aston Villa (II)            |
| 28. August 2018, 19:45 WESZ | Cardiff City (I)           | 1:3             | Norwich City (II)           |
| 28. August 2018, 19:45 WESZ | Doncaster Rovers (III)     | 1:2             | FC Blackpool (III)          |
| 28. August 2018, 19:45 WESZ | FC Fulham (I)              | 2:0             | Exeter City (IV)            |
| 28. August 2018, 19:45 WESZ | Hull City (II)             | 0:4             | Derby County (II)           |
| 28. August 2018, 19:45 WESZ | Leeds United (II)          | 0:2             | Preston North End (II)      |
| 28. August 2018, 19:45 WESZ | Leicester City (I)         | 4:0             | Fleetwood Town (III)        |
| 28. August 2018, 19:45 WESZ | FC Middlesbrough (II)      | 2:1             | AFC Rochdale (III)          |
| 28. August 2018, 19:45 WESZ | AFC Newport County (IV)    | 0:3             | Oxford United (III)         |
| 28. August 2018, 19:45 WESZ | Queens Park Rangers (II)   | 3:1             | Bristol Rovers (III)        |
| 28. August 2018, 19:45 WESZ | Sheffield Wednesday (II)   | 0:2             | Wolverhampton Wanderers (I) |
| 28. August 2018, 19:45 WESZ | Stoke City (II)            | 2:0             | Huddersfield Town (I)       |
| 28. August 2018, 19:45 WESZ | Swansea City (II)          | 0:1             | Crystal Palace (I)          |
| 28. August 2018, 19:45 WESZ | FC Walsall (III)           | 3:3 (1:3 i. E.) | Macclesfield Town (IV)      |
| 28. August 2018, 19:45 WESZ | West Bromwich Albion (II)  | 2:1             | Mansfield Town (IV)         |
| 28. August 2018, 19:45 WESZ | AFC Wimbledon (III)        | 1:3             | West Ham United (I)         |
| 28. August 2018, 19:45 WESZ | Wycombe Wanderers (III)    | 2:2 (4:3 i. E.) | Forest Green Rovers (IV)    |
| 29. August 2018, 19:45 WESZ | FC Everton (I)             | 3:1             | Rotherham United (II)       |
| 29. August 2018, 19:45 WESZ | FC Millwall (II)           | 3:2             | Plymouth Argyle (III)       |
| 29. August 2018, 19:45 WESZ | Nottingham Forest (II)     | 3:1             | Newcastle United (I)        |
| 29. August 2018, 20:00 WESZ | FC Reading (II)            | 0:2             | FC Watford (I)              |

## Dritte Runde
Ab der dritten Runde traten auch die sieben Vereine an, die sich für die laufende Saison für die europäischen Wettbewerbe qualifiziert hatten. Die Auslosung fand am 30. August 2018. Ausgetragen wurden die Begegnungen am 25. und 26. September sowie am 2. Oktober 2018.
| Datum                          |                             | Ergebnis        |                          |
| ------------------------------ | --------------------------- | --------------- | ------------------------ |
| 25. September 2018, 19:45 WESZ | FC Blackpool (III)          | 2:0             | Queens Park Rangers (II) |
| 25. September 2018, 19:45 WESZ | AFC Bournemouth (I)         | 3:2             | Blackburn Rovers (II)    |
| 25. September 2018, 19:45 WESZ | Burton Albion (III)         | 2:1             | FC Burnley (I)           |
| 25. September 2018, 19:45 WESZ | FC Millwall (II)            | 1:3             | FC Fulham (I)            |
| 25. September 2018, 19:45 WESZ | Oxford United (III)         | 0:3             | Manchester City (I)      |
| 25. September 2018, 19:45 WESZ | Preston North End (II)      | 2:2 (3:4 i. E.) | FC Middlesbrough (II)    |
| 25. September 2018, 19:45 WESZ | Wolverhampton Wanderers (I) | 0:0 (1:3 i. E.) | Leicester City (I)       |
| 25. September 2018, 19:45 WESZ | Wycombe Wanderers (III)     | 3:4             | Norwich City (II)        |
| 25. September 2018, 20:00 WESZ | Manchester United (I)       | 2:2 (7:8 i. E.) | Derby County (II)        |
| 25. September 2018, 20:00 WESZ | West Bromwich Albion (II)   | 0:3             | Crystal Palace (I)       |
| 26. September 2018, 19:45 WESZ | FC Arsenal (I)              | 3:1             | FC Brentford (II)        |
| 26. September 2018, 19:45 WESZ | FC Liverpool (I)            | 1:2             | FC Chelsea (I)           |
| 26. September 2018, 19:45 WESZ | Nottingham Forest (II)      | 3:2             | Stoke City (II)          |
| 26. September 2018, 19:45 WESZ | West Ham United (I)         | 8:0             | Macclesfield Town (IV)   |
| 26. September 2018, 20:00 WESZ | Tottenham Hotspur (I)       | 2:2 (4:2 i. E.) | FC Watford (I)           |
| 2. Oktober 2018, 19:45 WESZ    | FC Everton (I)              | 1:1 (3:4 i. E.) | FC Southampton (I)       |

## Achtelfinale
Die Auslosung fand am 29. September 2018 statt. Ausgetragen wurden die Begegnungen zwischen dem 30. Oktober und 1. November 2018. Ein Nachholspiel fand am 27. November statt.
| Datum                          |                       | Ergebnis        |                        |
| ------------------------------ | --------------------- | --------------- | ---------------------- |
| 30. Oktober 2018, 19:45 WEZ    | AFC Bournemouth (I)   | 2:1             | Norwich City (II)      |
| 30. Oktober 2018, 19:45 WEZ    | Burton Albion (III)   | 3:2             | Nottingham Forest (II) |
| 31. Oktober 2018, 19:45 WEZ    | FC Arsenal (I)        | 2:1             | FC Blackpool (III)     |
| 31. Oktober 2018, 19:45 WEZ    | FC Chelsea (I)        | 3:2             | Derby County (I)       |
| 31. Oktober 2018, 19:45 WEZ    | West Ham United (I)   | 1:3             | Tottenham Hotspur (I)  |
| 31. Oktober 2018, 20:00 WEZ    | FC Middlesbrough (II) | 1:0             | Crystal Palace (I)     |
| 1. November 2018, 19:45 WEZ    | Manchester City (I)   | 2:0             | FC Fulham (I)          |
| 27. November 2018, 19:45 WEZ 1 | Leicester City (I)    | 0:0 (6:5 i. E.) | FC Southampton (I)     |

## Viertelfinale
Die Auslosung fand am 31. Oktober 2018 statt. Ausgetragen wurden die Begegnungen am 18. und 19. Dezember 2018.
| Datum                        |                       | Ergebnis        |                       |
| ---------------------------- | --------------------- | --------------- | --------------------- |
| 18. Dezember 2018, 19:45 WEZ | FC Middlesbrough (II) | 0:1             | Burton Albion (III)   |
| 18. Dezember 2018, 19:45 WEZ | Leicester City (I)    | 1:1 (1:3 i. E.) | Manchester City (I)   |
| 19. Dezember 2018, 19:45 WEZ | FC Arsenal (I)        | 0:2             | Tottenham Hotspur (I) |
| 19. Dezember 2018, 19:45 WEZ | FC Chelsea (I)        | 1:0             | AFC Bournemouth (I)   |

## Halbfinale
Die Auslosung fand am 19. Dezember 2018 statt, die Hinspiele wurden am 8. und 9. Januar 2019 ausgetragen, die Rückspiele fanden am 23. und 24. Januar statt.
|                       | Gesamt          |                     | Hinspiel | Rückspiel |
| --------------------- | --------------- | ------------------- | -------- | --------- |
| Manchester City (I)   | 10:0            | Burton Albion (III) | 9:0      | 1:0       |
| Tottenham Hotspur (I) | 2:2 (2:4 i. E.) | FC Chelsea (I)      | 1:0      | 1:2       |

## Finale
| FC Chelsea                                                      | FC Chelsea | Manchester City | Manchester City | Aufstellung                                  |
| --------------------------------------------------------------- | --- | --- | --------------- | -------------------------------------------- |
| FC Chelsea                                                      | \| 24. Februar 2019 um 16:30 Uhr (GMT) in London (Wembley-Stadion) \| \| Ergebnis: 0:0 n. V., 3:4 i. E. \| \| Zuschauer: 81.775 \| \| Schiedsrichter: Jonathan Moss \| \| Spielbericht \|                                                           | \| 24. Februar 2019 um 16:30 Uhr (GMT) in London (Wembley-Stadion) \| \| Ergebnis: 0:0 n. V., 3:4 i. E. \| \| Zuschauer: 81.775 \| \| Schiedsrichter: Jonathan Moss \| \| Spielbericht \|                                                                                                   | Manchester City | Aufstellung FC Chelsea gegen Manchester City |
| FC Chelsea                                                      | Kepa – Antonio Rüdiger, César Azpilicueta , David Luiz, Emerson – Jorginho, N’Golo Kanté, Ross Barkley (89. Ruben Loftus-Cheek), Eden Hazard – Pedro (79. Callum Hudson-Odoi), Willian (95. Gonzalo Higuaín) Cheftrainer: Maurizio Sarri ( Italien) | Ederson – Kyle Walker, Aymeric Laporte (46. Vincent Kompany), Nicolás Otamendi – Kevin de Bruyne (85. Leroy Sané), David Silva (79. İlkay Gündoğan), Fernandinho (91. Danilo), Oleksandr Sintschenko – Raheem Sterling, Sergio Agüero, Bernardo Silva Cheftrainer: Pep Guardiola ( Spanien) | Manchester City | Aufstellung FC Chelsea gegen Manchester City |
| FC Chelsea                                                      | Elfmeterschießen | | Manchester City | Aufstellung FC Chelsea gegen Manchester City |
| FC Chelsea                                                      | Ederson hält gegen Jorginho 1:1 César Azpilicueta 2:2 Emerson David Luiz trifft den Pfosten 3:3 Eden Hazard | 0:1 İlkay Gündoğan 1:2 Sergio Agüero Kepa hält gegen Leroy Sané 2:3 Bernardo Silva 3:4 Raheem Sterling | Manchester City | Aufstellung FC Chelsea gegen Manchester City |
| FC Chelsea                                                      | David Luiz (30.), Rüdiger (72.), Jorginho (88.) | Fernandinho (58.), Otamendi (90.) | Manchester City | Aufstellung FC Chelsea gegen Manchester City |
| 24. Februar 2019 um 16:30 Uhr (GMT) in London (Wembley-Stadion) | | |                 |                                              |
| Ergebnis: 0:0 n. V., 3:4 i. E.                                  | | |                 |                                              |
| Zuschauer: 81.775                                               | | |                 |                                              |
| Schiedsrichter: Jonathan Moss                                   | | |                 |                                              |
| Spielbericht                                                    | | |                 |                                              |